# CIT Group
Die CIT Group (Commercial Investment Trust) ist eine international aktive US-amerikanische Finanzdienstleistungsgruppe mit Hauptsitz in New York City. Sie wurde 1908 gegründet. Kunden sind vor allem kleine und mittelständische Unternehmen. Die CIT-Aktie ist an der NYSE notiert und im Fortune 500 und S&P 500 vertreten. 
CIT erzielte 2014 mit 3.400 Mitarbeitern 3,6 Mrd. US-Dollar Umsatz. Im Januar 2022 wurde das Unternehmen von First Citizens BancShares übernommen.

## Geschichte

### Gründung und frühe Geschichte
Am 11. Februar 1908 gründete Henry Ittleson in St. Louis, Missouri, die Commercial Credit and Investment Company zur Finanzierung von Außenständen kleiner Unternehmen.
Im Jahr 1915 verlegte das Unternehmen seinen Sitz nach New York City und benannte sich in Commercial Investment Trust (CIT) um. Zu diesem Zeitpunkt bot das Unternehmen Finanzierungen für Großhandelslieferanten und Hersteller von Konsumgütern an. Durch eine Vereinbarung mit Studebaker nahm das Unternehmen 1916 die Finanzierung von Automobilen in seine Produktpalette auf, die erste ihrer Art in der Automobilindustrie. 
Während des Ersten Weltkriegs finanzierte CIT die Herstellung von 150 U-Boot-Jägern. Durch eine Vereinbarung mit Thomas Edison, Inc. kam auch die Finanzierung von Radios für Verbraucher hinzu. In den Roaring Twenties, den Goldenen Zwanzigern nach dem Krieg, stiegen die Konsumausgaben dramatisch an, und CIT florierte in den Bereichen Haushaltsgeräte, Möbel und Autofinanzierung. Im Jahr 1924 wurde CIT in Delaware gegründet und wurde durch einen Börsengang an der New Yorker Börse zur Aktiengesellschaft. CIT bot ab 1928 Factoring an und expandierte 1929 nach Europa.
Angesichts der zunehmenden internationalen Spannungen im Vorfeld des Zweiten Weltkriegs schloss CIT 1934 seine Geschäfte in Deutschland. Arthur O. Dietz trat 1939 die Nachfolge von Ittleson als Präsident des Unternehmens an. Während des Krieges bot CIT seinen 2.000 Mitarbeitern einen Monatsbonus, eine Lebensversicherung und eine Arbeitsplatzgarantie nach ihrer Rückkehr, wenn sie in den Streitkräften der Vereinigten Staaten dienten. 
Zwischen 1947 und 1950 stieg der Nettogewinn des Unternehmens von 7,3 Millionen Dollar auf 30,8 Millionen Dollar. Ittleson starb im Alter von 77 Jahren am 27. Oktober 1948.

### Insolvenz und Umstrukturierung
Im Zuge der Finanzkrise geriet CIT in Schwierigkeiten. Im Juli 2009 wurde ein Antrag auf Staatshilfe abgelehnt, weshalb Insolvenz drohte. Im August 2009 konnte die Insolvenz durch einen privaten Kredit von 3 Mrd. USD vorerst abgewendet werden. Am 13. Oktober 2009 kündigte der Vorstandschef Jeffrey M. Peek, der auch Vorsitzender des Verwaltungsrates war, seinen Rücktritt zum Jahresende 2009 an.
Nach dem Scheitern einer Umstrukturierung der Schulden des Unternehmens meldete die CIT Group am 1. November 2009 Gläubigerschutz nach Chapter 11 des amerikanischen Insolvenzrechts an. Es handelte sich um die fünftgrößte Pleite eines Unternehmens in der US-amerikanischen Geschichte und um die größte Bankenpleite seit der Insolvenz von Lehman Brothers am 15. September 2008. Die Verbindlichkeiten beliefen sich auf fast 65 Mrd. US-Dollar. Trotzdem gelang es CIT, die notwendigen Mehrheiten der Gläubiger zur Zustimmung zu einem Insolvenzplan zu bewegen. Dieser beinhaltete die Reduzierung der Schulden um rund 11 Mrd. US-Dollar; im Gegenzug erhielten Gläubiger die Aktien des Unternehmens. Die bisherigen Aktionäre verloren als letztrangige Gläubiger alles. Mit Bestätigung des Insolvenzplans durch den Insolvenzrichter wurde das insolvenzrechtliche Gläubigerschutzverfahren nach nur 5 Wochen am 9. Dezember 2009 beendet.
Seit April 2016 ist Ellen Alemany Chairwoman und CEO.
Im Oktober 2018 verkaufte das Unternehmen sein europäisches Schienenleasinggeschäft NACCO, das sein letztes Überseegeschäft war. Im Januar 2020 übernahm CIT die Mutual of Omaha Bank. Im Januar 2022 wurde CIT von First Citizens BancShares übernommen.

## Unternehmensstruktur
Die CIT Group besteht aus der CIT Bank und verschiedenen Leasinggesellschaften. Die CIT Aerospace Finance finanziert Flugzeuge, die CIT Maritime Finance ist auf dem Gebiet der Schiffsfinanzierung tätig und die CIT Rail (vormals Nacco) vermietet Güterwaggons, v. A. Kesselwagen.
Ausschließlich in Nordamerika sind CIT Commercial Services, CIT Corporate Finance, CIT Equipment Finance und CIT Real Estate Finance tätig.